# Xã Miller, Quận Hand, Nam Dakota
Xã Miller (tiếng Anh: Miller Township) là một xã thuộc quận Hand, tiểu bang Nam Dakota, Hoa Kỳ. Năm 2010, dân số của xã này là 165 người.